# Buxido

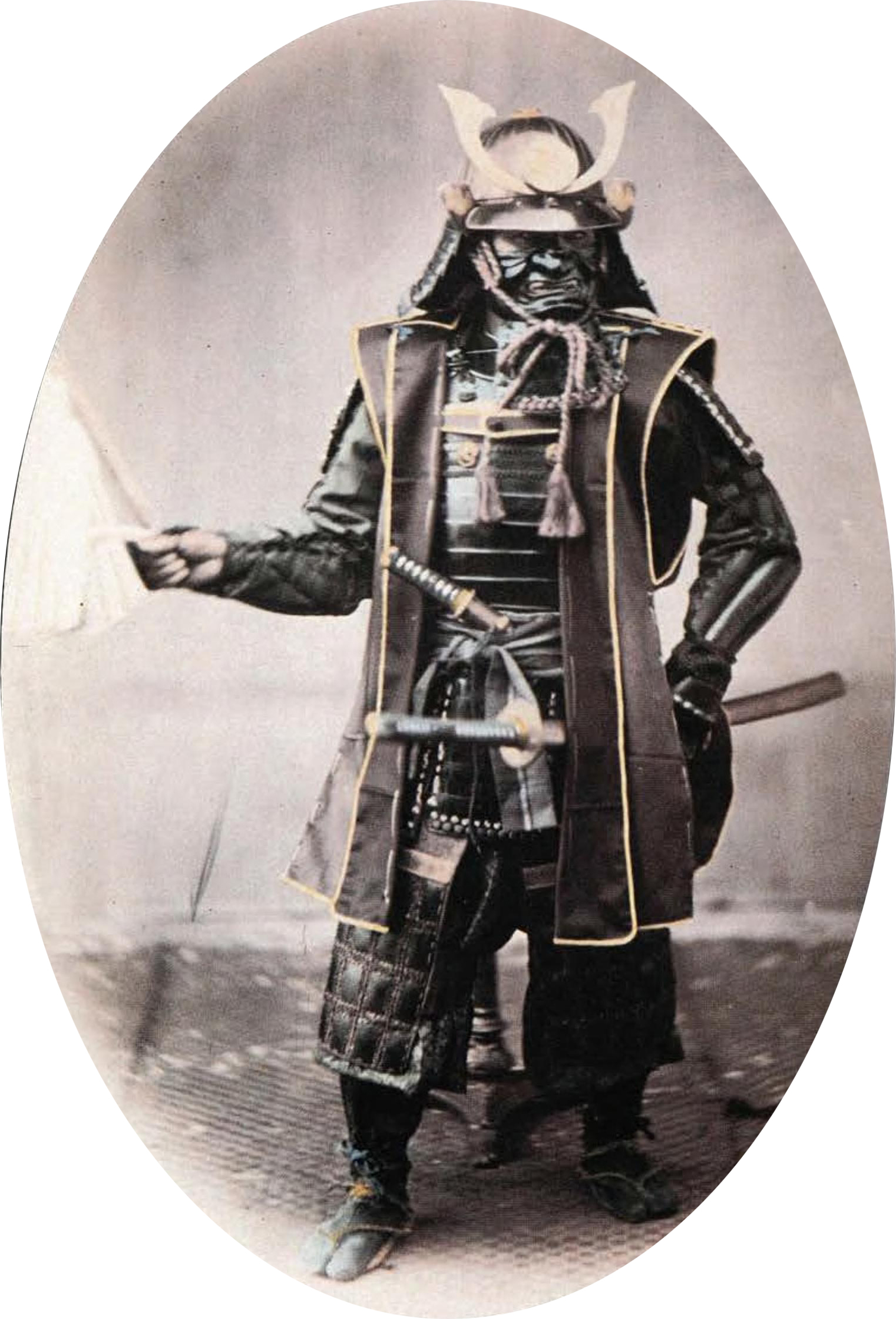
Samurai Japonês na sua armadura, anos 1860. fotografia de Felice Beato

Buxido (em japonês: 武士道; romaniz.: Bushidō) literalmente, "caminho do guerreiro", é um código de conduta e modo de vida para os samurais (a classe guerreira do Japão feudal ou bushi), vagamente semelhante ao conceito de cavalheirismo que define os parâmetros para os Samurais viverem e  morrerem com honra.
Não se sabe muito sobre a origem da palavra ou da lei , sendo utilizado como regra (por alguns senhores) em fins do seculo XVIII, como codigo para os Samurai . Originario de duas principais influências, a existência violenta do samurai é atenuada pela sabedoria e pela serenidade do Confucionismo e do Budismo. O Buxido foi desenvolvido provavalmente pelos codigo de conduta dos Daimiô,  utilizados durante toda a história Samurai, dado em inúmeros documentos traduzidos a partir dos séculos XII e XVI  não demonstram influência especificamente do Buxido no Japão tanto que alguns estudiosos tenham mencionado que o "termo Buxido em si é raramente mencionado na literatura pré-moderna".
Durante o período da ditadura militar feudal do Xogunato Tokugawa estabelecida no Japão em 1603 por Tocugaua Ieiasu, o Termo atual não era referido como lei na epoca de Ieyasu, sendo cada feudo tendo seu próprio código, muito se diferenciando um dos outros, causando uma grande diversidade, do que seria um código único, algo que se permaneceu até a Revolução Meiji .

## Influências
O Bushido foi formado e influenciado pelos conceitos do Budismo, Xintoísmo e Confucionismo.

## Doutrinas
Em um excerto do seu livro sobre Samurai: "The World of the Warrior", o historiador Stephen Turnbull descreve o papel do seppuku no Japão feudal:
| “ | No mundo dos guerreiros, seppuku era um acto de bravura que era admirável em um samurai que sabia que foi derrotado, perdeu a honra, ou que foi mortalmente ferido. Isso significa que poderia terminar os seus dias com as suas transgressões apagadas e com a sua reputação não apenas intacta, mas na realidade reforçada. O corte do abdómen libertava o espírito do Samurai da forma mais dramática, sendo uma forma extremamente dolorosa e desagradável de morrer, e por vezes o Samurai que realizava o acto pedia a um fiel companheiro que lhe cortasse a cabeça no momento da agonia. | ” |

O Bushido foi amplamente praticado, variando pouco ao longo do tempo e em toda a área ancestral geográfica e sócio-económica dos samurais que em determinada altura representou até 10% da população japonesa. O primeiro censo da era Meiji, no final do século XIX contou 1 282 000 membros da "casta alta samurai", autorizados a montar a cavalo e 492 mil membros da "casta baixa samurai", autorizados a usar duas espadas, mas não a montar a cavalo, em um país com cerca de 25 milhões de habitantes.

## Citações de obras clássicas japonesas influenciadas pelo Bushido
| “ | Os homens devem moldar seu caminho. A partir do momento em que você vir o caminho em tudo o que fizer, você se tornará o caminho. | ” |

| “ | Um samurai deve antes de tudo ter sempre em mente, dia e noite, desde a manhã de ano novo, quando pega os palitos para comer e tomar café, até a noite do último dia do ano, quando paga suas facturas, o facto de que um dia irá morrer. Essa é a sua principal tarefa. | ” |

| “ | Seguir o buxido é dar ênfase à lealdade, fidelidade, auto sacrifício, justiça, modos refinados, humildade, espírito marcial, honra e, acima de tudo, viver e morrer com dignidade". | ” |

| “ | Naoshige disse uma vez: - O buxido significa a morte em desespero. Várias dezenas de samurais sadios não podem matar um único samurai (que teme com essa morte em desespero). Homens sadios, de mente calmamente bem-compostas não podem realizar um grande empreendimento. Você só precisa ficar desesperado a ponto de morrer. Se a discrição e a consideração do momento fundem-se com seu buxido, você na certa hesitará e ficará aquém de sua espreita. | ” |

Resumindo, bushi é aquele que segue o caminho do guerreiro. Miyamoto Musashi dizia: -
| “ | A vida de alguém é limitada; a honra e o respeito duram para sempre. | ” |

## As Virtudes do Bushido
Historicamente, não existem citações a um código de virtudes dos samurai que variava de clã para clã, mas no período Meiji, Nitobe Inazō mencionou, enquanto estava nos Estados Unidos, com forte influência de conceitos da cavalaria ocidental, em seu livro "Bushido - The Soul of Japan" as seguintes virtudes como sendo as 8 virtudes do samurai:
- GI (義) - Justiça e Moralidade, Atitude direta, razão correta, decidir sem hesitar;
- YUU (勇) - Coragem, Bravura heroica;
- JIN (仁) - Compaixão, Benevolência;
- REI (礼) - Polidez e Cortesia, Amabilidade;
- MAKOTO (誠) - Sinceridade, Veracidade total;
- MEIYO (誉) - Honra, Glória;
- CHUU (忠) - Dever e Lealdade.
- JISEI (自制) - Autocontrole

Em algumas citações, é omitida a oitava virtude "jisei", afirmando que seriam 7 virtudes.

### Origem
Confúcio ao ser indagado a respeito do amor pelo seu discípulo número um Gankai, respondeu: "Ao permanecer com respeito após vencer a si próprio considere amor."
Gankai perguntou novamente: "Qual seria o método pratico?"
Então Confúcio respondeu: "Se carecer respeito, não veja! Se carecer respeito, não ouça! Se carecer respeito, não fale! Se carecer respeito, não se mova!"
Este pensamento do amor de Confúcio foi ampliado na sua interpretação pelo discípulo Zisi como sendo imparcialidade.
O seu seguidor Mōshi é famoso pela teoria de sei-zen-setu, que considera o ser humano originalmente fruto de bem e que possui de nascença o:
Sentimento misericordioso. Sentimento de envergonhar-se da falta do bem e desgostar o mal. Sentimento de humildade e oferecer oportunidade aos outros. Sentimento que aceita o bem e nega o mal.
Com isto quis provar que o ser humano é originalmente de bem. Concluiu ainda que:
Saku-in-no-kokoro era o Jin, amor misericordioso. Shuu-o-no-kokoro era o Gui, retidão do caráter. Jijyou-no-kokoro era o Rhei, respeito. Zehi-no-kokoro era o tchi, conhecimento.
Assim originaram as quatro virtudes do ser humano, que foi acrescido de Shin (confiança, fé) na Era Kan da China (202–220 d.C.). Completando assim as cinco virtudes do ser humano simbolizado até nas cinco dobras que existe na parte dianteira do hakama que se usa na prática de artes marciais. A dobra da parte de trás dizem ser isshin (um objetivo, caráter puro).